# Canton de Toulon-6
Le canton de Toulon-6 est un ancien canton français situé dans le département du Var et la région Provence-Alpes-Côte d'Azur.

## Géographie
Ce canton était organisé autour de Toulon dans l'arrondissement de Toulon. Son altitude variait de 0 m (Toulon) à 589 m (Toulon) pour une altitude moyenne de 1 m.

## Histoire
Canton créé en 1973 (décret du 2 août 1973) - division des cantons Toulon-1, Toulon-3, Toulon-4 et Toulon-5)

## Administration
| Période | Période | Identité                    | Étiquette      | Qualité |
| ------- | ------- | --------------------------- | -------------- | --- |
| 1973    | 1994    | Maurice Arreckx             | RI puis UDF-PR | Commerçant Président du Conseil général du Var (1985-1994) Maire de Toulon (1959-1985) Député (1978-1981 et 1986) - Sénateur (1986-1995) Ancien conseiller général du Canton de Toulon-3 (1958-1964) puis du Canton de Toulon-5 (1964-1973) |
| 1994    | 2001    | Éliane Guillet de la Brosse | FN             | Journaliste de mode puis déléguée médicale Adjointe au maire de Toulon |
| 2001    | 2015    | Caroline Depallens          | RPR puis UMP   | Opticienne Adjointe au maire de Toulon Elue en 2015 dans le Canton de Toulon-4 |

## Composition
Le canton de Toulon-6 groupe 1 commune et compte 28 791 habitants (recensement de 2010 sans doubles comptes).
| Communes                                          | Population (2012) | Code postal | Code Insee |
| ------------------------------------------------- | ----------------- | ----------- | ---------- |
| Toulon (chef-lieu du canton), fraction de commune | 28 791            | 83000       | 83137      |

## Démographie
| 1962 | 1968 | 1975 | 1982 | 1990   | 1999   | 2006   | 2009 |
| ---- | ---- | ---- | ---- | ------ | ------ | ------ | ---- |
| -    | -    | -    | -    | 30 994 | 27 694 | 29 423 | -    |